# Acraea inexpectata
Acraea inexpectata är en fjärilsart som beskrevs av Le Doux 1931. Acraea inexpectata ingår i släktet Acraea och familjen praktfjärilar. Inga underarter finns listade i Catalogue of Life.